# Avezzano
Avezzano ist eine italienische Gemeinde mit 40.842 Einwohnern (Stand 31. Dezember 2023) in der Provinz L’Aquila in den Abruzzen. Sie ist der Hauptort der Landschaft Marsica und Sitz des Bistums Avezzano.

## Geographie
Die Nachbargemeinden sind Capistrello, Celano, Luco dei Marsi, Massa d’Albe, Ovindoli, Scurcola Marsicana und Trasacco. Zu der Stadt gehören die Ortsteile (Fraktionen) Antrosano, Borgo Incile, Castelnuovo, Cese, Nucleo di Pietraquaria, Paterno, San Giuseppe di Caruscino, San Pelino, Strada 10 e 40 del Fucino und Borgo Via Nuova.

## Geschichte
Am 13. Januar 1915 wurde Avezzano durch ein schweres Erdbeben völlig zerstört. Dabei kamen über 30.000 Menschen ums Leben.

## Sehenswürdigkeiten

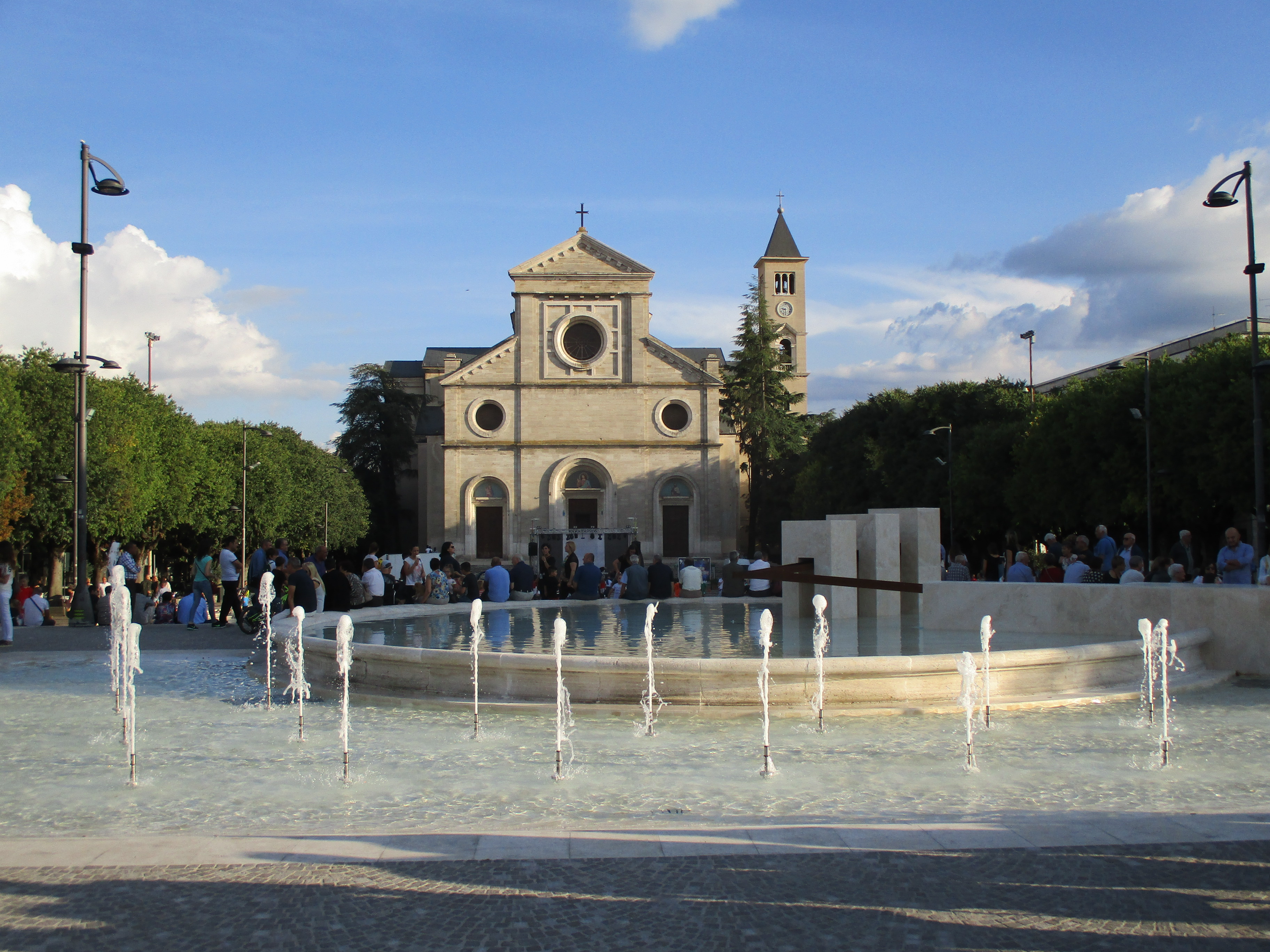
Piazza Risorgimento und die Kathedrale
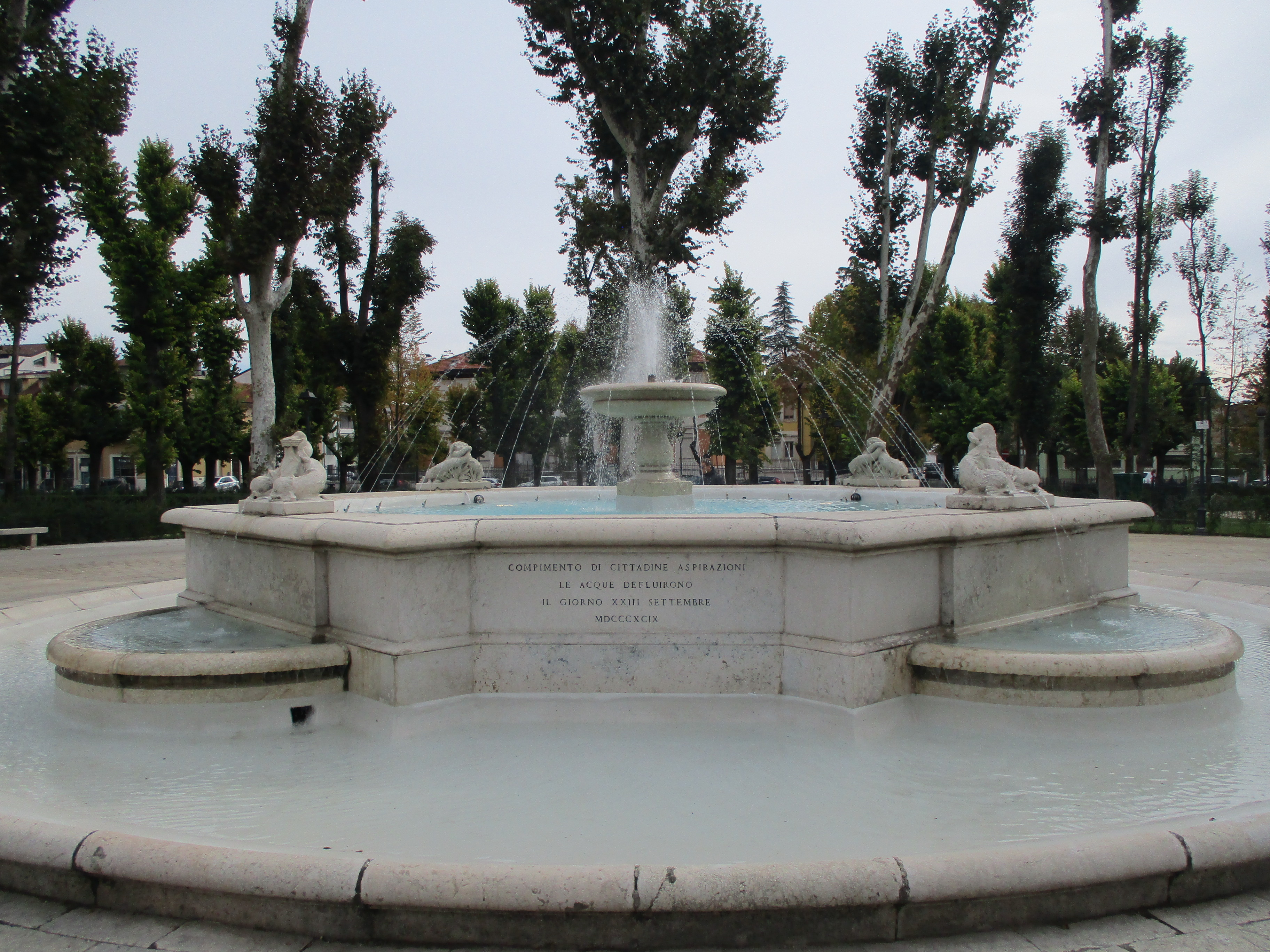
Brunnen auf der Piazza Torlonia
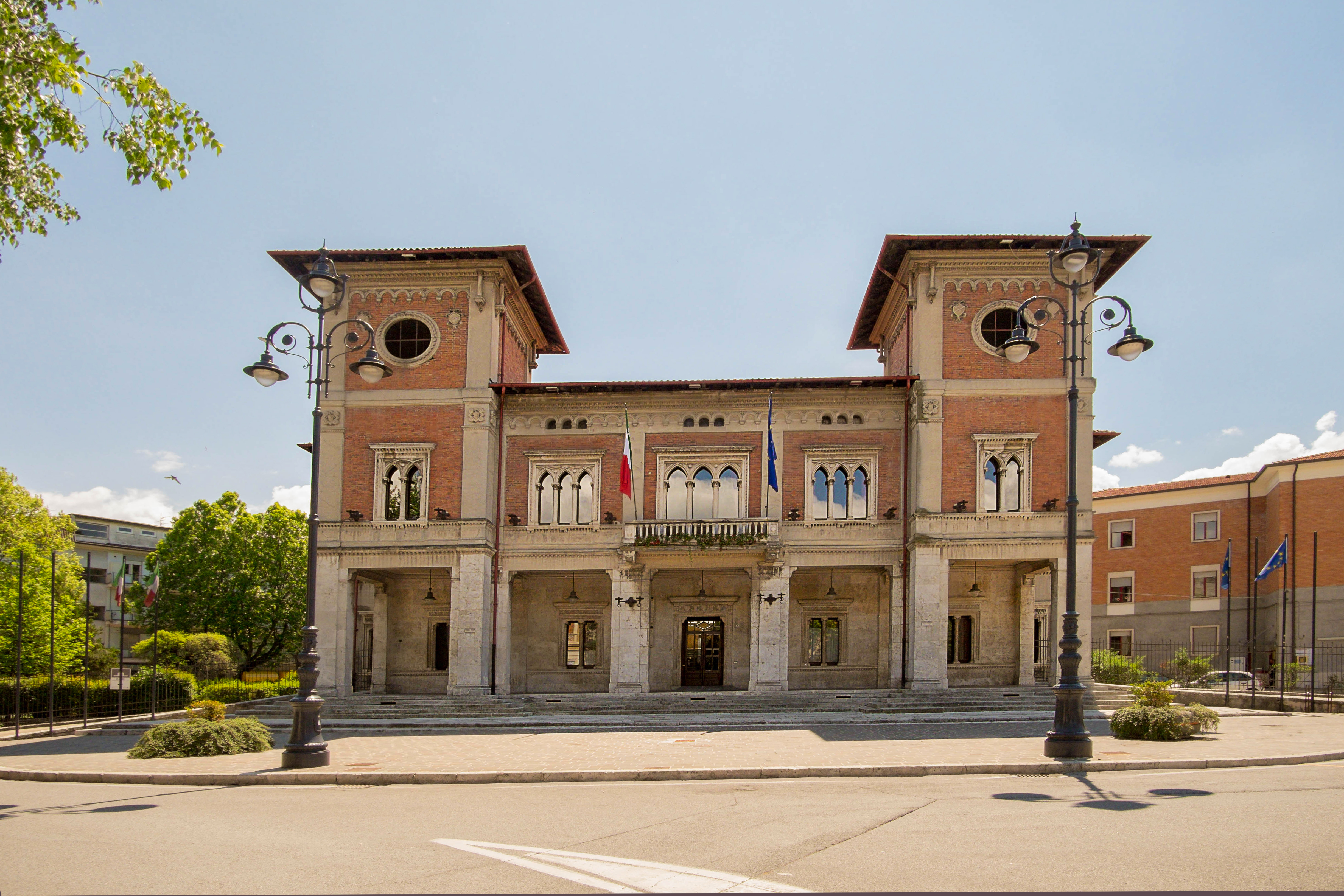
Das Rathaus
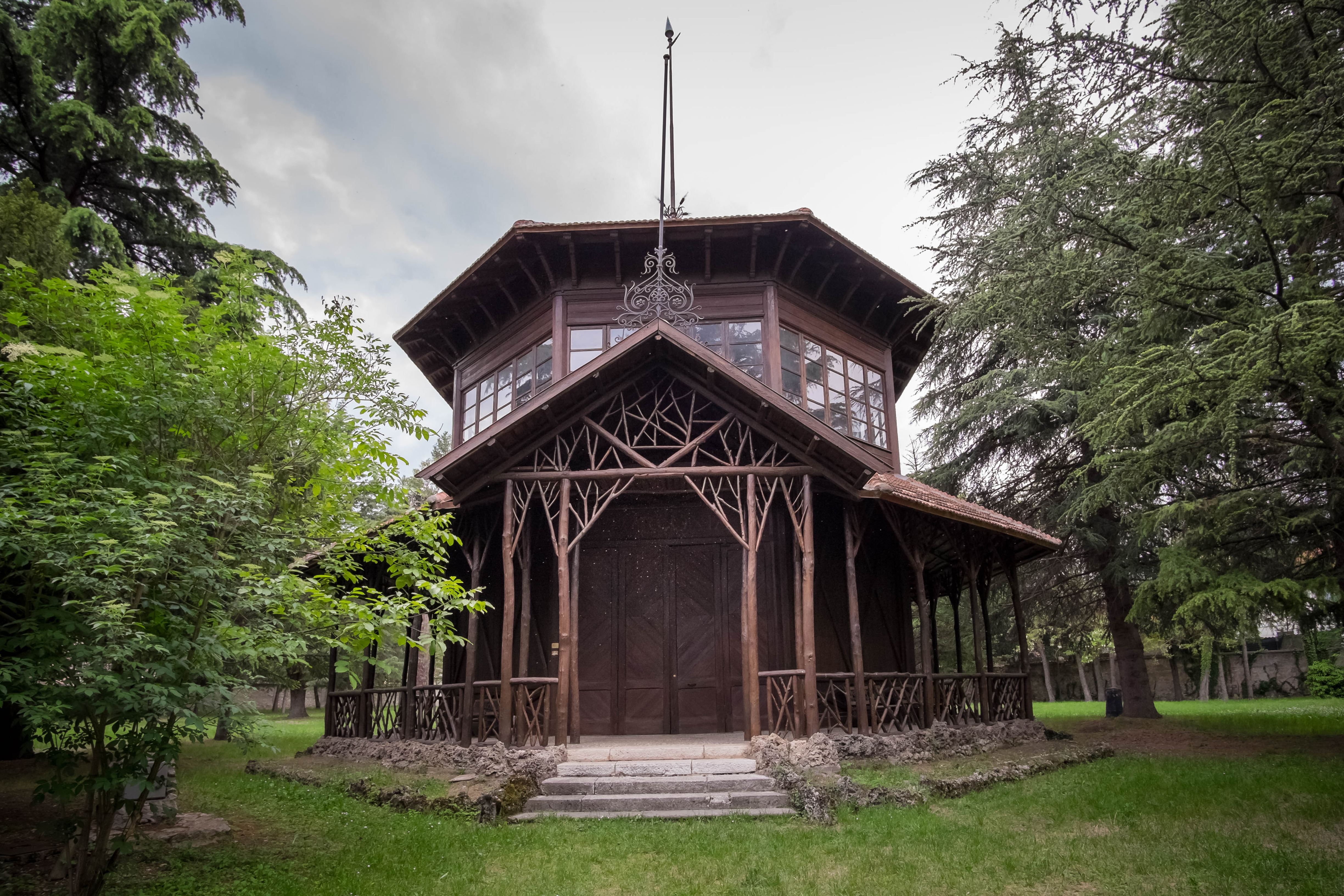
Pavillon im Park Villa Torlonia
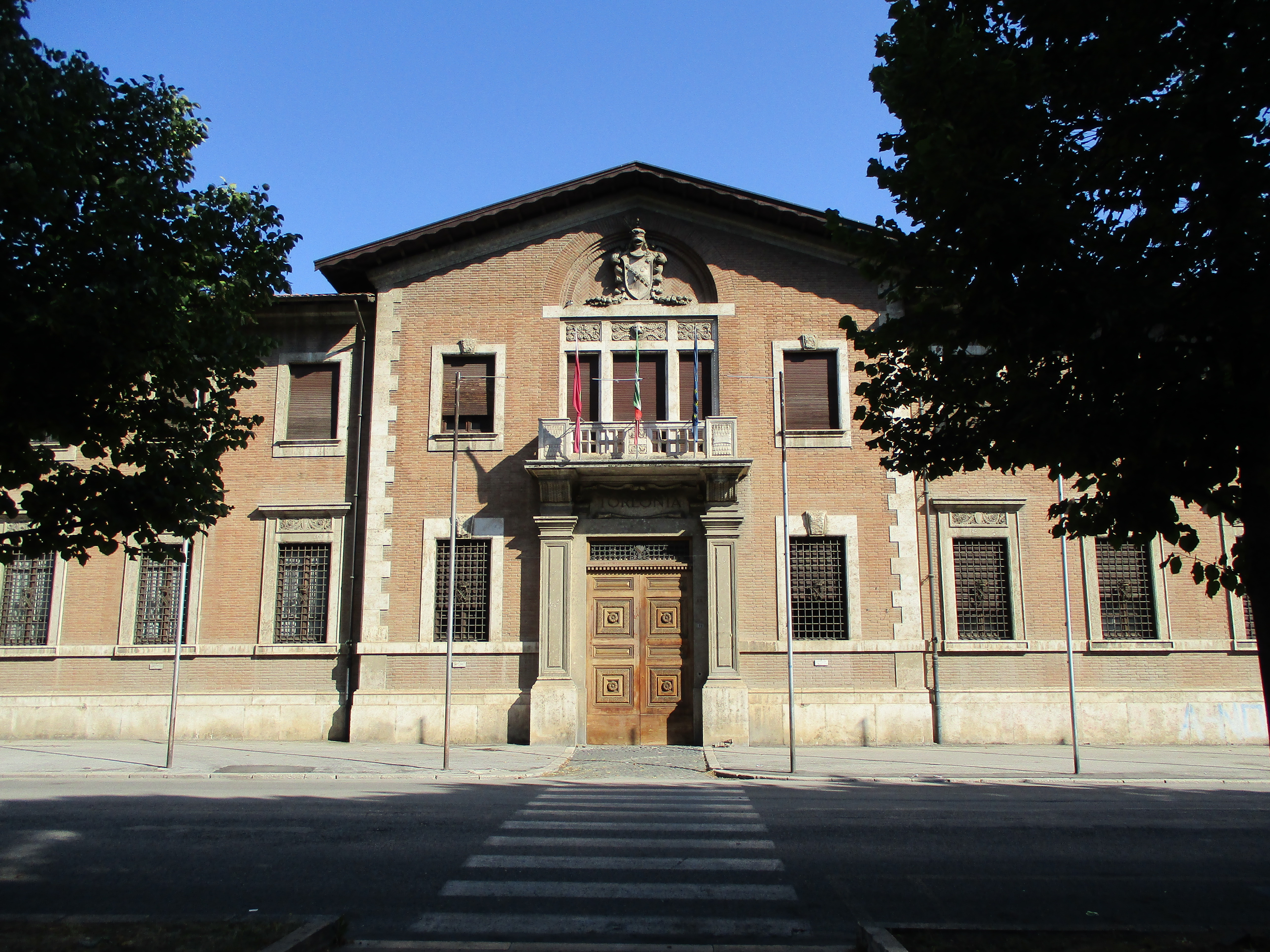
Palazzo Torlonia
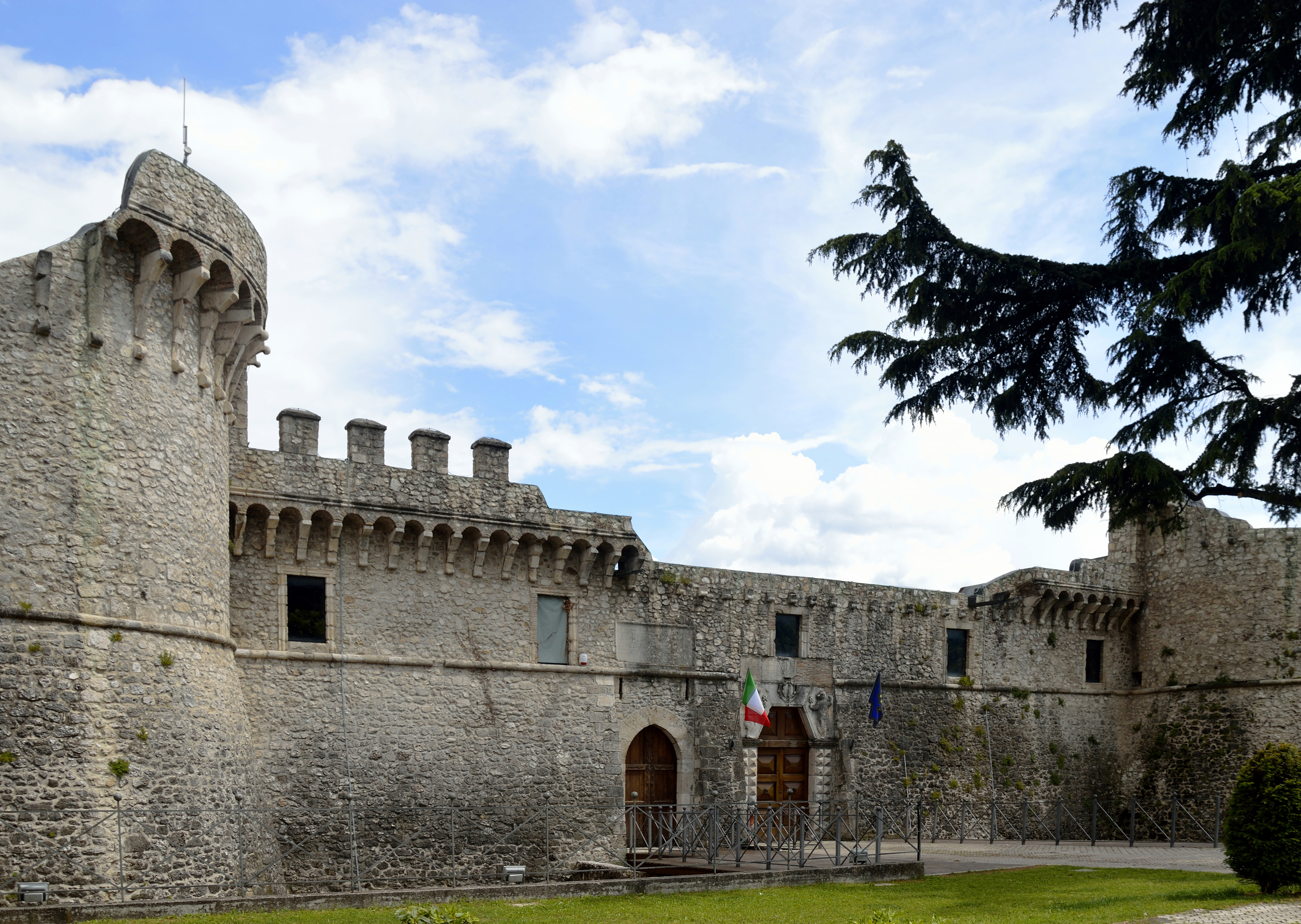
Castello Orsini-Colonna
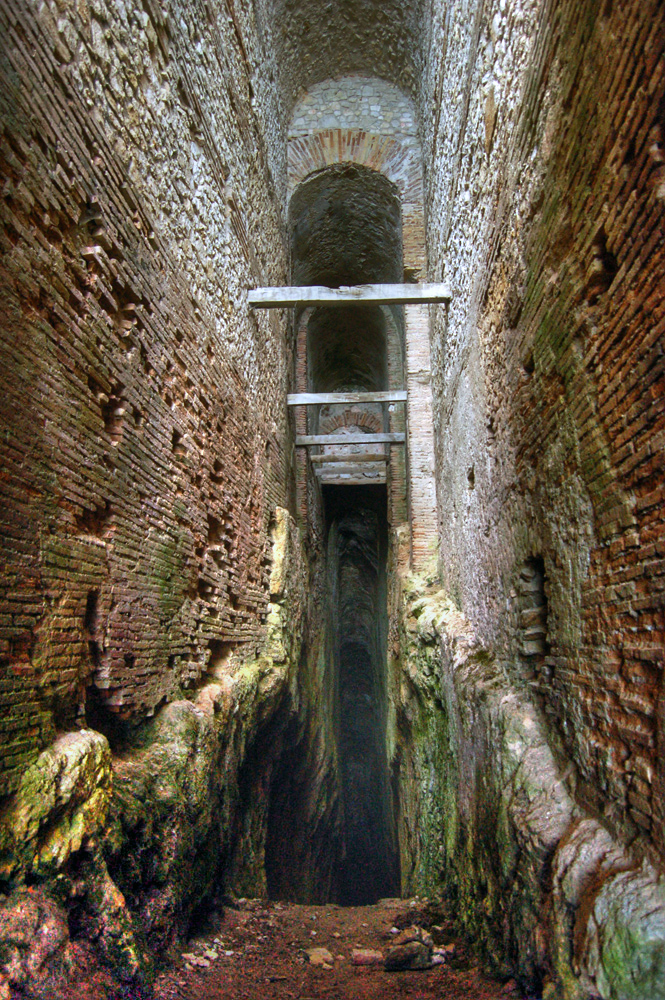
Cunicoli di Claudio (Claudiustunnel)

## Verkehr
Avezzano liegt an der Autobahn A25 von Rom nach Pescara und an der Eisenbahnstrecke Rom–Pescara.

## Sport
Der lokale Fußballverein, Avezzano Calcio, wurde 1919 gegründet und spielt derzeit in der Serie D, der vierten Liga des italienischen Fußballs. Die Heimspiele finden im Stadio dei Marsi statt, das eine Kapazität von 3692 Zuschauern hat.

## Persönlichkeiten
- Orazio Mattei (1724–zwischen 1787 und 1792), Geistlicher
- Domenico da Cese (1905–1978), Kapuzinerpater, geboren im Ortsteil Cese als Emidio Petracca
- Gianni Letta (* 1935), Politiker
- Vito Taccone (1940–2007), Radrennfahrer
- Bruno Maccallini (* 1960), italienisch-deutscher Schauspieler
- Marcello Giuliani (* 1967), Fusionmusiker
- Aleandro Di Paolo (* 1977), Fußballschiedsrichter
- Linda Tucceri Cimini (* 1991), Fußballspielerin